# 馮汝琪

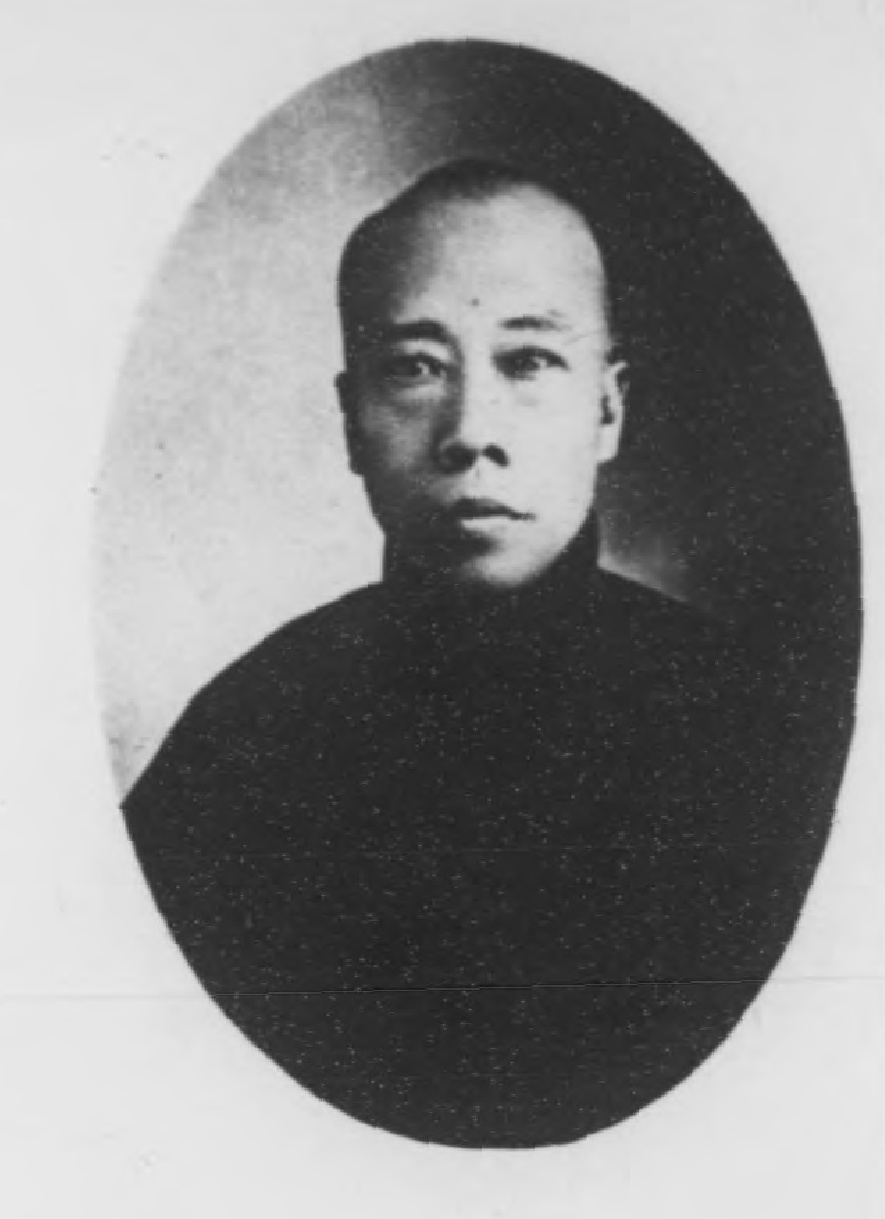
馮汝琪的個人近照

馮汝琪（?—?），浙江省桐鄉縣人，清朝政治人物、進士出身。
光緒三十年（1904年），會試第163名；殿試登進士三甲81名。光緒三十四年，升任法部編置司郎中。